# Orlica vára
Orlica egy várhely Horvátországban, a Károlyvároshoz tartozó Donje Mekušje határában. Itt még majdnem három évszázad után is láthatók az 1730-ban megkezdett Új-Károlyváros építésének nyomai. Az új vár egy csillag alakú erőd lett volna, sáncokkal és bástyákkal, azonban sohasem készült el. A vár az Orlica nevet a Kulpába ömlő patak után kapta. Ha ez erőd elkészül kétszer olyan tágas lett volna, mint a közeli reneszánsz károlyvárosi erődkomplexum, amelyet 1579-ben építettek, és mára valószínűleg egy nagyobb várossá olvadt volna össze.

## Fekvése
Károlyvárosból Baniján át Vodostaj és Donji Mekušje felé haladva a Kulpa és a Korana összefolyása után az út egy nagy mezőre vezet. Átmegyünk a hídon, amely alatt az Orlica-patak folyik és mintegy ötven méter megtétele után az úton balra fordulunk a Donje Mekušje általános iskola és a Szent Antal templom felé. A bástya és a várárok maradványai már láthatók az iskolától a templom felé vezető úton, és amikor felmegyünk a temetőbe a megkezdett, de soha nem készült erőd utolsó maradványai még tisztábban láthatók. A temető már a sáncokon helyezkedik el. Észak és kelet felé a tágas árkok és töltések maradványai látszanak, kiemelkedik az egyik nagyobb bástya, tovább az erdőben pedig vízzel teli mély árkok húzódnak.

## Története

### Előzmények
Károlyváros vára egyike azon kevés horvát váraknak, amelyeknek ismerjük alapításának pontos dátumát, alapítóját és első építőit is. Története a 16. század közepén kezdődik, amikor egyre nagyobb az igény lépett fel egy modern erőd megépítésére valahol Horvátország és az Oszmán Birodalom határán. Arról is döntöttek arról, hogy az új erődöt a Kulpa és a Korana folyók összefolyása közelében, valahol Dubovac alatt építik fel. 1578 márciusában a Bruck an der Murban döntöttek az építéséről, majd 1579. július 13-án megkezdődtek az építési munkák. Az új erődöt az építés kezdeményezője, Károly főherceg után Karlovacnak nevezték el. Az erődnek tökéletes hatágú csillag alaprajza volt, sáncok és mély árkok vették körül, amelyekbe a Koranából vezették a vizet, majd a Kulpába engedték. Az erőd megépítése után azonban szinte évről évre felbukkant a legnagyobb ellenség, amely a tervekkel ellentétben nem a török, hanem a víz volt. A nagy áradások, a vízelvezető csatornák hiánya, a sárral, nedvességgel teli utcák megnehezítették az itt lakók életét.
A korabeli feljegyzések szerint a bástyák folyamatosan pusztultak, emiatt az erőd nyitva állt az ellenség előtt. Képtelenség volt védeni, az újjáépített bástyák és sáncok pedig folyamatosan a puha víz alatti talajba süllyedtek, ezért folyamatosan korszerűsíteni kellett őket és erősíteni az alapjaikat. 1727-ben érkezett a városba Matthias Weiss császári hadmérnök, a hadi építmények híres építésze, az első Károlyvárosból Bakarba és Fiumébe vezető korszerű Karolina út építője. A fenntartási gondok tanulmányozása után ő tett javaslatot arra, hogy a régi károlyvárosi erődöt a katonaság hagyja el, mert túl közel van a Dubovac-hegy, ahonnan tüzérséggel el lehet pusztítani, maga az erőd pedig teljesen vízben, illetve víz alatti terepen van, ezért lehetetlen újabb sáncokat ásni körülötte. Javasolta, hogy keressenek helyet egy új erőd építésének, és már 1730-ban elhatározták, hogy megkezdik az építkezést a Kulpa bal partján, az Orlica-patak és a Kulpa találkozásánál.

### Az erőd építése
Az erőd kitűzésének és felépítésének, 1733-ban kezdtek neki, ám az építkezések jó néhány évig eltartottak. Miután hatalmas árkokat és számtalan sáncot kezdtek ásni 1735-ben a munkálatok hirtelen leálltak. Ennek oka az volt, hogy az építkezést túl gyorsan és gondolkodás nélkül kezdték meg, és a költségek olyan magasak voltak, hogy a hadikincstár nem tudta finanszírozni őket. Aztán megint minden anyagi eszközt a régi károlyvárosi erőd újjáépítésére fordítottak, az orlicai építkezést pedig örökre felhagyták. Mivel az orlicai erőd földből épült, a sok áradás miatt nem tartott sokáig, a helyi lakosság pedig a földművelés során szétszedte és kiegyengette a legyező alakú erődítményrendszer hatalmas bástyáit és sáncait.

## A vár mai állapota
A Vodstaj és Donje Mekušje falvak közti hatalmas területen, még ma is látszanak az erődfalak és a sáncok maradványai. Az erődfalak nagy része ellaposodott, vagy elvesztette valamikori alakját, mivel szántót alakítottak ki a helyükön. Az erőd alaprajza barokk formájú volt, legyező alakú védelmi rendszerrel, számos kisebb-nagyobb csúccsal, körülbelül kétszer akkora alapterülettel, mint a régi károlyvárosi csillagerőd. Az északi, a keleti és a déli oldalon számtalan kiugrása volt, míg a nyugati oldalon a Kupa mentén az építők egyszerű, nem túl tagolt sáncot hagytak maguk után. Középen még mindig látható az az Orlicából táplálkozó tó, amely a régi rajzokon is látható. A tó vizét, amelyet az emberek Karabogdanovónak hívnak, le kellett volna csapolni az Orlica-pataknak az erődön kívüli elvezetésével. A helyi lakosság még ma is bele hižének, azaz fehér házaknak nevezi ezt a helyet, mert itt épültek a téglaégető kemencék és itt oltották a sáncok építéséhez szükséges meszet.